# Teatr Stańczyk
Teatr Stańczyk – teatr satyryczny działający w Warszawie w latach 1922–1925.

## Działalność
Teatr rozpoczął działalność dzięki finansowemu wsparciu finansisty Leona Orlańskiego. Na czele przedsięwzięcia stał, przez cały okres jego trwania, śpiewak Mieczysław Zudar.
Tekstów kabaretowi dostarczali Antoni Słonimski, Andrzej Włast, Tadeusz Kończyc i Walery Jastrzębiec-Rudnicki.
Spektakle rozpoczynały się o pół godziny przed północą lub o północy, by w ten sposób nie konkurować z teatrami repertuarowymi. Hasło reklamujące teatr brzmiało „Humor, żart, satyra, ironia i głębsze znaczenie” i nawiązywało do tytułu komedii Christiana Dietricha Grabbego. Konferansjerkę prowadził Walery Jastrzębiec-Rudnicki. Elementem charakterystycznym był Stefan Jaracz, który w kostiumie Stańczyka wypowiadał polityczne satyry. Od sierpnia 1922 roku rolę tę przejął Rakowiecki, „młody student pracujący w tym teatrze w charakterze sekretarza”. 
Na scenie teatru w ciągu trzech sezonów pojawiło się wielu artystów, m.in.: Ludwik Lawiński, Eugeniusz Bodo, Ludwik Sempoliński, Leon Wyrwicz, Michał Znicz i Hanka Ordonówna. Aktorką, która na dłużej związała się z tą sceną, była Barbara Halmirska, nazywana „jedynaczką Stańczyka”. W okresie, kiedy kierownictwo artystyczne sprawował Walery Jastrzębiec-Rudnicki, wieczory były jedynie numerowane. Programy składały się głównie z monologów, melorecytacji oraz popisów tanecznych artystów warszawskiej opery i baletu.
Charakter teatru uległ pewnej zmianie, gdy kierownictwo objął Konrad Tom. W tym okresie Stańczyk i Qui Pro Quo były jedynymi scenami kabaretowymi w Warszawie, nie licząc szybko zamkniętego Nietoperza, ale w związku z tym ostro konkurowały. Każdy nowy program miał swój tytuł, np. „Gdzie dwóch się bije", „Aby żyć", „Nie wywołuj wilka z lasu".
Ostatni sezon zespół Stańczyka pracował pod kierownictwem Henryka Szaro. Przedstawienia grano już o regularnych porach: o osiemnastej i dwudziestej pierwszej. Chociaż na scenie można było zobaczyć Adolfa Dymszę, teatr nie wytrzymał konkurencji charakteryzującej się przepychem rewii Morskiego Oka czy znanego z ciętej satyry kabaretu Qui Pro Quo.
13 grudnia 1924 roku odbyła się ostatnia premiera. W „Kurierze Warszawskim" odnotowano, że dyrekcja teatru, uwzględniając ciężki stan finansowy, postanowiła obniżyć ceny biletów („Kurier Warszawski", nr 347, 12 grudnia 1924). Trzy tygodnie później 8 stycznia 1925 roku teatr zakończył działalność.

## Siedziba
Teatr miał kilka siedzib. Pierwsza znajdowała się przy Marszałkowskiej 112, w dawnym kinie Stylowy. W okresie letnim, od 8 lipca 1922 roku, teatr mieścił się w Dolinie Szwajcarskiej. Spektakle rozpoczynały się wówczas o godzinie 21:30. Kolejną salę, w gmachu Panoramy przy Karowej 18a, przy Bristolu, dyrektor Mieczysław Zudar wydzierżawił 10 sierpnia 1922 roku od Towarzystwa Teatrów Stołecznych, zajmując dawny Teatr Maska. Sala mieściła 450 osób. 13 sierpnia 1922 roku odbyło się otwarcie sezonu w tej siedzibie.

## Kierownictwo
dyrektor
- Mieczysław Zudar (1922–1925)

kierownik artystyczny
- Walery Jastrzębiec-Rudnicki (1921/22, 1922/23)
- Henryk Szaro (1923/24)
- Konrad Tom (1922/23, 1923/24)

kierownik literacki
- Tadeusz Kończyc (1922–1925)[1]

## Zespół artystyczny
aktorzy
- Eugeniusz Bodo (1921/22)
- Jerzy Boroński (1922/23, 1923/24)
- Helena Buczyńska (1921/22, 1922/23)
- Jadwiga Bukojemska (1921/22, 1922/23)
- Halina Cieszkowska (Przyłuska) (1921/22)
- Waleria Dobosz-Markowska (1922/23)
- Barbara Halmirska (1921/22, 1922/23)
- Benedykt Hertz (1921/22)
- Stefan Jaracz (1921/22)
- Wacław Kaliciński (1922/23)
- Konstanty Krugłowski (1921/22)
- Jan Kucharski (1922/23)
- Ludwik Lawiński (1921/22, 1922/23, 1923/24)
- Janina Madziarówna (1922/23)
- Henryk Małkowski (1921/22, 1922/23)
- Zofia Modrzewska (1922/23)
- Tadeusz Olsza (1922/23)
- Hanka Ordonówna (1922/23)
- Józef Orwid (1921/22, 1922/23)
- Marian Rentgen (1921/22, 1922/23)
- Henryk Rydzewski (1921/22, 1922/23)
- Ludwik Sempoliński (1921/22, 1922/23)
- Czesław Skonieczny (1922/23)
- Irena Solska (1921/22)
- Janusz Strachocki (1921/22)
- Henryk Szatkowski (1921/22, 1922/23)
- Stanisława Umińska (1922/23)
- Janusz Warnecki (1921/22, 1922/23)
- Józef Winawer (1922/23)
- Leon Wyrwicz (1922/23)
- Janina Zarzycka (1921/22)
- Witold Zdzitowiecki (1921/22)
- Janina Zembianka (1921/22)
- Mira Zimińska-Sygietyńska (1922/23)
- Michał Znicz (1922/23, 1923/24)

baletmistrz
- Edward Kuryło (1922–1925)[1]